# Campeonato Sudamericano de Voleibol Femenino Sub-20 de 2008
La XIX edición del Campeonato Sudamericano de Voleibol Femenino Sub-20 se llevó a cabo del 1 al 5 de octubre en los municipios de Chosica y Callao, departamento de Lima, Perú. Los equipos nacionales compitieron por dos cupos para el Campeonato Mundial de Voleibol Femenino Sub-20 de 2009 a realizarse en México. 

## Equipos participantes
- Argentina
- Brasil
- Chile
- Colombia
- Bolivia
- Perú
- Uruguay
- Venezuela

## Grupos
| Grupo A   | Grupo B   |
| --------- | --------- |
| Brasil    | Argentina |
| Chile     | Bolivia   |
| Colombia  | Perú      |
| Venezuela | Uruguay   |

## Primera fase

### Grupo A

#### Resultados
| Fecha    | Encuentro            | Resultado | Set   | Set   | Set   | Set   | Set | Puntuación total |
| Fecha    | Encuentro            | Resultado | 1     | 2     | 3     | 4     | 5   | Puntuación total |
| -------- | -------------------- | --------- | ----- | ----- | ----- | ----- | --- | ---------------- |
| 01-10-08 | Brasil - Chile       | 3-0       | 25-17 | 25-12 | 25-06 |       |     | 75-35            |
| 01-10-08 | Venezuela - Colombia | 3-1       | 25-21 | 21-25 | 25-19 | 25-17 |     | 96-82            |
| 02-10-08 | Venezuela - Chile    | 3-0       | 25-18 | 25-21 | 25-14 |       |     | 75-53            |
| 02-10-08 | Brasil - Colombia    | 3-0       | 25-18 | 25-06 | 25-11 |       |     | 75-35            |
| 03-10-08 | Brasil - Venezuela   | 3-0       | 25-18 | 25-12 | 25-20 |       |     | 75-50            |
| 03-10-08 | Colombia - Chile     | 3-1       | 25-12 | 22-25 | 25-20 | 25-23 |     | 97-80            |

#### Clasificación
| Pos | Equipo    | PJ | PG | PP | SF | SC | PTS |
| --- | --------- | -- | -- | -- | -- | -- | --- |
| 1   | Brasil    | 3  | 3  | 0  | 9  | 0  | 6   |
| 2   | Venezuela | 3  | 2  | 1  | 6  | 4  | 5   |
| 3   | Colombia  | 3  | 1  | 2  | 4  | 7  | 4   |
| 4   | Chile     | 3  | 0  | 3  | 1  | 9  | 3   |

### Grupo B

#### Resultados
| Fecha    | Encuentro           | Resultado | Set   | Set   | Set   | Set | Set | Puntuación total |
| Fecha    | Encuentro           | Resultado | 1     | 2     | 3     | 4   | 5   | Puntuación total |
| -------- | ------------------- | --------- | ----- | ----- | ----- | --- | --- | ---------------- |
| 01-10-08 | Argentina - Uruguay | 3-0       | 25-19 | 25-10 | 25-14 |     |     | 75-43            |
| 01-10-08 | Perú - Bolivia      | 3-0       | 25-10 | 25-12 | 25-15 |     |     | 75-37            |
| 02-10-08 | Argentina - Bolivia | 3-0       | 25-10 | 25-13 | 25-08 |     |     | 75-31            |
| 02-10-08 | Perú - Uruguay      | 3-0       | 25-08 | 25-06 | 25-08 |     |     | 75-22            |
| 03-10-08 | Argentina - Perú    | 3-0       | 25-20 | 25-16 | 25-21 |     |     | 75-57            |
| 03-10-08 | Bolivia - Uruguay   | 3-0       | 25-20 | 25-13 | 25-23 |     |     | 75-56            |

#### Clasificación
| Pos | Equipo    | PJ | PG | PP | SF | SC | PTS |
| --- | --------- | -- | -- | -- | -- | -- | --- |
| 1   | Argentina | 2  | 3  | 0  | 9  | 0  | 6   |
| 2   | Perú      | 2  | 2  | 1  | 6  | 3  | 5   |
| 3   | Bolivia   | 2  | 1  | 2  | 3  | 6  | 4   |
| 4   | Uruguay   | 2  | 0  | 3  | 0  | 9  | 3   |

## Fase final

### Final 5° y 7º puesto
| Fecha    | Encuentro          | Resultado | Set   | Set   | Set   | Set   | Set | Puntuación total |
| Fecha    | Encuentro          | Resultado | 1     | 2     | 3     | 4     | 5   | Puntuación total |
| -------- | ------------------ | --------- | ----- | ----- | ----- | ----- | --- | ---------------- |
| 05-10-08 | Colombia - Bolivia | 3 - 1     | 25–20 | 25–14 | 22–25 | 25-21 |     | 97–80            |
| 05-10-08 | Uruguay - Chile    | 1 - 3     | 08–25 | 16–25 | 25–20 | 13-25 |     | 62–95            |

### Final 1º y 3º puesto
|  | Semifinales | Semifinales |   |      | Final     | Final |  |
|  |             |             |   |      |           |       |  |
|  |             |             |   |      |           |       |  |
|  |             |             |   |      |           |       |  |
|  | Brasil      | 3           |   |      |           |       |  |
|  | Perú        | 1           |   |      |           |       |  |
|  |             |             |   |      |           |       |  |
|  |             |             |   |      |           |       |  |
|  |             |             |   |      | Brasil    | 3     |  |
|  |             | Venezuela   | 0 |      |           |       |  |
|  |             |             |   |      |           |       |  |
|  |             |             |   |      |           |       |  |
|  |             |             |   |      | 3º puesto |       |  |
|  |             |             |   |      |           |       |  |
|  | Argentina   | 1           |   | Perú | 3         |       |  |
|  | Venezuela   | 3           |   |      | Argentina | 2     |  |

#### Resultados
| Fecha    | Encuentro             | Resultado | Set   | Set   | Set   | Set   | Set   | Puntuación total |
| Fecha    | Encuentro             | Resultado | 1     | 2     | 3     | 4     | 5     | Puntuación total |
| -------- | --------------------- | --------- | ----- | ----- | ----- | ----- | ----- | ---------------- |
| 04-10-08 | Brasil - Perú         | 3-1       | 25-16 | 23-25 | 25-15 | 25-20 |       | 98-76            |
| 04-10-08 | Argentina - Venezuela | 1-3       | 16-25 | 20-25 | 25-23 | 15-25 |       | 76-98            |
| 05-10-08 | Perú - Argentina      | 3-2       | 23-25 | 20-25 | 25-23 | 25-21 | 15-07 | 108-101          |
| 05-10-08 | Brasil - Venezuela    | 3-0       | 25-17 | 25-15 | 25-18 |       |       | 75-50            |

## Clasificación general
| Pos | Equipo    |
| --- | --------- |
| 1   | Brasil    |
| 2   | Venezuela |
| 3   | Perú      |
| 4   | Argentina |
| 5   | Colombia  |
| 6   | Bolivia   |
| 7   | Chile     |
| 8   | Uruguay   |

## Distinciones individuales
| Distinción      | Nombre            | Equipo    |
| --------------- | ----------------- | --------- |
| MVP             | Ivna Marra        | Brasil    |
| Mejor Ataque    | Isadora Rodríguez | Brasil    |
| Mejor Bloqueo   | Roslandy Acosta   | Venezuela |
| Mejor Servicio  | Keith Meneses     | Perú      |
| Mejor Armadora  | Roberta Ratzke    | Brasil    |
| Mejor Recepción | Ivna Marra        | Brasil    |
| Mejor Defensa   | Maria Roldan      | Argentina |
| Mejor Líbero    | María Valero      | Venezuela |

| Predecesor: Perú 2006 | Campeonato Sudamericano de Voleibol Femenino Sub-20 Perú 2008 | Sucesor: Colombia 2010 |